# 狭萼糙苏
狭萼糙苏（学名：Phlomis umbrosa var. stenocalyx）为唇形科糙苏属下的一个变种。